# Gaby Kennard
Gabrielle „Gaby“ Kennard (* 1. Januar 1944 in Melbourne) ist eine australische Pilotin und war die erste Australierin, die die Welt mit dem Flugzeug umrundete.

## Leben
Kennard wurde 1944 in Melbourne als Gaby Dwyer geboren und lebte dort mit ihrer Mutter und Schwester. Ihr leiblicher Vater, während des Zweiten Weltkriegs Kampfpilot der United States Army Air Forces, starb 1943 bei einem Flugzeugabsturz. Im Alter von sieben Jahren zog Gaby Kennard mit ihrer Familie nach Sydney. Als Erwachsene war sie 1977 als medizinische Fachangestellte bei einem Pharmaunternehmen tätig. Sie begann 1978 erste Flugstunden zu nehmen. 1983 heiratete sie den Unternehmer Neville Kennard (1937–2012), der ihr Interesse für das Fliegen teilte. 1989 umrundete Kennard im Alleinflug die Erde. Die Reise machte sie zu einer Berühmtheit und sie nutzte diesen Status, um 1993 alleine durch Australien zu fliegen und Spenden für den Royal Flying Doctor Service of Australia zu sammeln. Kennard ist eine der Schirmherrinnen des Women’s Museum of Australia. Sie und ihr Mann hatten drei Söhne und verbrachte viele Jahre die Hälfte des Jahres in Aspen.

## Fliegerei und Weltumrundung
1979 erwarb Kennard ihre Pilotenlizenz, erlangte 1984 ihre Verkehrspilotenlizenz und 1985 bis 1987 ihre Instrumentenflugberechtigung und Wasserflugzeuglizenz. Das folgende Jahr verbrachte sie mit der Planung und Vorbereitung ihres Weltumrundungsfluges. Sie kaufte eine einmotorige Piper Saratoga aus dem Jahr 1981, die sie „Gertie“ nannte, und die mit speziellen Kraftstofftanks für große Reichweite, einer Rettungsinsel und Notrationen ausgestattet war. Sie begann ihren Rekordflug am 3. August 1989 am Bankstown Airport in Sydney und folgte anfangs so weit wie möglich der Route von Amelia Earhart. Der Flug dauerte 99 Tage und umfasste 29.000 Seemeilen (54.000 km). Zu den Schwierigkeiten während der Reise gehörten neben der Einsamkeit auch Visa-Probleme, schlechte Sichtverhältnisse, wiederholte Fehlfunktionen der Computernavigationsausrüstung und fünf Motorausfälle über dem offenen Meer, verursacht durch ein defektes Ventil. Bei ihren Zwischenstopps wurde Kennard von anderen Mitgliedern der Ninety Nines begrüßt, der internationalen Organisation lizenzierter Pilotinnen, die 1929 von Amelia Earhart und anderen Pilotinnen gegründet worden war. Bei ihrer Landung in Bankstown erwartete sie eine Menschenmenge und ein offizieller Empfang.

## Auszeichnungen
- Als Anerkennung für die Leistung ihrer Weltumrundung wurde sie mit der „Harmon Trophy“ ausgezeichnet, die alljährlich an den besten Flieger, die beste Fliegerin und den besten Luftfahrer (Ballon oder Luftschiff) der Welt verliehen wird.[3]
- Außerdem erhielt sie die „Nancy Bird Walton Trophy for Outstanding Achievement by a Woman of Australasia“, den „Australian Geographic Spirit of Adventure Award“ und die Stadtschlüssel von Sydney, Atchison in den USA und Memphis in den USA[2]
- 1994 wurde sie in die „National Pioneer Women’s Hall of Fame“, das heutige Women’s Museum of Australia, aufgenommen.[1]
- 2008 wurde ihr die „Medal of the Order of Australia“ verliehen.[3]
- 2015 war sie Teil der Ausstellung Trailblazers: Australia’s 50 Greatest Explorers des Australian Museum.[6]

## Veröffentlichungen
Gaby Kennard: Solo Woman: Gaby Kennard's World Flight. Bantam Press, 1990, ISBN 978-1-863590082